# Bolívar (kolumbijský departement)
Bolívar je název jednoho z departementů Kolumbie. Nachází se v severní části státu při pobřeží Karibského moře a jeho hlavním městem je přístavní město Cartagena. V letech 1857 - 1886 tvořilo jeho území součást stejnojmenného spolkového státu tehdejších federativních Spojených států Kolumbijských. Svůj název nese podle významného jihoamerického politika a bojovníka za nezávislost Simóna Bolívara.
Rozloha departementu je 25 978 km². Na jihu se rozprostírá pohoří Serranía de San Lucas (součást Centrální Kordillery), sever departementu je tvořen především aluviální rovinou a bažinami mezi řekami Magdalena a Cauca. Průměrná roční teplota se pohybuje mezi 26 °C a 30 °C, srážkový úhrn je 800 mm/rok na severu, jižní část departementu disponuje srážkovým úhrnem 2600 mm/rok.